# Pseudichneutes atanassovae
Pseudichneutes atanassovae är en stekelart som beskrevs av Van Achterberg 1997. Pseudichneutes atanassovae ingår i släktet Pseudichneutes och familjen bracksteklar. Inga underarter finns listade i Catalogue of Life.